# ナユタン星人
ナユタン星人（ナユタンせいじん）は、日本のソングライター、編曲家、ボカロPである。代表曲に「エイリアンエイリアン」「太陽系デスコ」など。

## 来歴
2015年7月1日、「アンドロメダアンドロメダ」をニコニコ動画に投稿し、VOCALOIDプロデューサー（ボカロP）としてデビューする。元々ニコニコ動画は開設当初からチェックしていたが、この時期に投稿を開始したのは「単純に作曲できるPCを買ったタイミングが2015年だったため」と語っていたが、真相はやや異なっていた。以前はニコニコ動画にMAD動画を投稿するボカロリスナーだったが、衰退期にあったボカロ曲の「供給」が足りなくなったと感じ、自らボカロ曲を投稿するようになった。
2016年7月に初の自作アルバム『ナユタン星からの物体X』、2017年1月27日2ndアルバム『ナユタン星からの物体Y』、2018年8月29日に3rdアルバム『ナユタン星からの物体Z』を発売し、初回限定盤に収録された「halo」では、「“ナユタン星語の曲”っていうのをやりたかった」という理由で、VOCALOIDを使わずに自らボーカルを担当した。2020年4月29日には4thアルバム『ナユタン星からの物体N』を発売した。
2019年に『映画 妖怪学園Y 猫はHEROになれるか』のテーマソングとしてピンク・レディーに「メテオ」を、テレビアニメ『妖怪学園Y 〜Nとの遭遇〜』オープニングテーマとしてすとぷりに「ギンギラ銀河」を、テレビアニメ『理系が恋に落ちたので証明してみた。』のエンディングテーマとして、ナナヲアカリに「チューリングラブ feat.Sou」を提供するなど、数々の大きなタイアップ曲を制作した。
2017年にYouTubeのAIによる誤検知で公式のYouTubeチャンネルが停止され、それ以降はniconicoのみで作品を公開していたが、2020年1月22日にYouTubeチャンネルが新しく開設される（以前のチャンネルとは別に新設されたもの）。

## 人物
- ナユタン星人は、地球から1那由他（10の60乗）光年離れた、「ナユタン星」という星に生まれた宇宙人である[1]。そのため、ナユタン星人が作る音楽の歌詞には、宇宙に関するフレーズが多数登場する。また自身の作曲活動を、「地球への侵略」であると定義している[1]。
- ちなみに、ナユタン星人が作る音楽の歌詞に、理数系のフレーズが登場する曲がある。（理数系のフレーズが登場する曲数は少数である。）
- 英語表記として、那由他とエイリアンのかばん語である「NayutalieN」と名乗っている。
- 動画は、単色に大文字の歌詞を乗っけた背景に、自作のイラストを、左右反転の繰り返しを中心としているシンプルなもの。
- 使用しているVOCALOIDは現在、初音ミクのみ。その他には、CeVIOの可不を使用している。なお、提供曲（ドリームドリーム夢ドリーム）にて夢見ネムを使用したことがある。
- 動画内のキャラクターは、「アンドロメダ子」「アンドロメダ男」などの愛称で親しまれている。
- 楽器が弾けず作曲はマウスで行っている[1]。
- 使用している機材は以下の通り。
  - DAW：Cubase
  - ドラムス：Addictive drums2
  - ギター：ELECTRI6ITY
  - ベース：Trilian
  - シンセサイザー：Massive

## ディスコグラフィ

### 配信シングル
|      | 発売日         | タイトル                  | 初出アルバム                       | 備考                                              |
| ---- | -------------- | ------------------------- | ---------------------------------- | ------------------------------------------------- |
| 1st  | 2020年2月8日   | 藍と極星 (Vocaloid ver.)  | ナユタン星からの物体Z (初回限定盤) |                                                   |
| 2nd  | 2020年2月25日  | 猫猫的宇宙論              | ナユタン星からの物体N              |                                                   |
| 3rd  | 2020年5月12日  | サイファイエクスタシー    | ナユタン星からの物体N              |                                                   |
| 4th  | 2020年8月6日   | 大宇宙ランデブー          | (アルバム未収録)                   |                                                   |
| 5th  | 2020年9月5日   | 水色侵略 (feat. 初音ミク) | (アルバム未収録)                   |                                                   |
| 6th  | 2020年10月6日  | halo                      | ナユタン星からの物体Z (初回限定盤) |                                                   |
| 7th  | 2021年3月21日  | 銀河電燈                  | ナユタン星からの物体N              |                                                   |
| 8th  | 2021年8月19日  | ひみつのユーフォー        | (アルバム未収録)                   |                                                   |
| 9th  | 2022年12月20日 | カノープス                | ナユタン星からの物体N              |                                                   |
| 10th | 2023年8月2日   | モア!ジャンプ!モア!       |                                    |                                                   |
| 11th | 2024年3月2日   | エスパーエスパー          |                                    | 「ポケモン feat. 初音ミク Project VOLTAGE」16曲目 |
| 12th | 2024年8月2日   | オペラ!スペースオペラ!    |                                    |                                                   |

### コラボ作品

#### 配信シングル
|     | 発売日        | タイトル               | 初出アルバム       | 備考                                                     |
| --- | ------------- | ---------------------- | ------------------ | -------------------------------------------------------- |
| 1st | 2021年1月23日 | 学園スペーシー         | P丸様。『Sunny!!』 | P丸様。とのコラボでボーカルは「P丸様。feat.YSPクラブ」。 |
| 2nd | 2021年1月23日 | いにしえロマンティック | P丸様。『Sunny!!』 | P丸様。とのコラボでボーカルは「P丸様。feat.YSPクラブ」。 |

### ミュージックビデオ
| 公開年 | タイトル                                          | 制作者                              | 収録アルバム                 |
| ------ | ------------------------------------------------- | ----------------------------------- | ---------------------------- |
| 2015年 | 「アンドロメダアンドロメダ」                      | ナユタン星人                        | 物体X                        |
| 2015年 | 「ロケットサイダー」                              | ナユタン星人                        | 物体X                        |
| 2015年 | 「ハウトゥワープ」                                | ナユタン星人                        | 物体X                        |
| 2015年 | 「パーフェクト生命」                              | ナユタン星人                        | 物体X                        |
| 2015年 | 「ストラトステラ」                                | ナユタン星人                        | 物体X                        |
| 2016年 | 「エイリアンエイリアン」                          | ナユタン星人                        | 百鬼夜行/物体Y               |
| 2016年 | 「飛行少女」                                      | ナユタン星人                        | 物体X                        |
| 2016年 | 「惑星ループ」                                    | ナユタン星人                        | 物体Y                        |
| 2016年 | 「ダンスロボットダンス」                          | ナユタン星人                        | 物体Y                        |
| 2017年 | 「太陽系デスコ」                                  | ナユタン星人                        | ドンツーミュージック/物体Y   |
| 2017年 | 「彗星ハネムーン」                                | ナユタン星人                        | 物体Z                        |
| 2017年 | 「リバースユニバース」                            | ナユタン星人、KEI                   | Re:Start/物体Z               |
| 2018年 | 「明星ギャラクティカ」                            | ナユタン星人                        | 物体Z                        |
| 2018年 | 「金星のダンス」                                  | ナユタン星人                        | ドンツーミュージック2/物体Z  |
| 2020年 | 「アトミック恋心」                                | ナユタン星人                        | ボカロで覚える中学理科/物体X |
| 2020年 | 「パラレリズム恋心」                              | ナユタン星人                        | ボカロで覚える中学数学/物体Z |
| 2020年 | 「猫猫的宇宙論」                                  | ナユタン星人                        | ドンツーミュージック4/物体N  |
| 2020年 | 「木星のビート」                                  | ナユタン星人                        | 物体N                        |
| 2020年 | 「サイファイエクスタシー」                        | ナユタン星人                        | ドンツーミュージック3/物体N  |
| 2020年 | 「水色侵略」                                      | ナユタン星人、のう                  | 物体V                        |
| 2020年 | 「halo」                                          | 逢編いあむ                          | 物体Z (初回限定盤)           |
| 2021年 | 「銀河電燈」                                      | 飴屋エマ、大鳥、wacca、副島凜       | 物体N                        |
| 2021年 | 「ひみつのユーフォー」                            | ナユタン星人、wacca                 | (アルバム未収録)             |
| 2021年 | 「ニュートンダンス」(×Chinozo)                    | アルセチカ、ナユタン星人            | キメラ                       |
| 2021年 | 「コスモポップファンクラブ」(ft.000,ナナヲアカリ) | ちゃーもい、chisaki                 | (アルバム未収録)             |
| 2022年 | 「カノープス」                                    | ナユタン星人                        | 物体N                        |
| 2023年 | 「モア!ジャンプ!モア!」                           | ナユタン星人                        |                              |
| 2024年 | 「エスパーエスパー」                              | ナユタン星人、Project VOLTAGE、火種 |                              |
| 2024年 | 「オペラ！スペースオペラ！」                      | ナユタン星人、3774.                 |                              |

### 楽曲提供
提供アーティスト五十音順。ボーカロイドのカバーは除く。特記のないものは「ナユタン星人」名義。
あ行
- 天月
  - サウザンクロス
    - 天月 5thアルバム「ラスト・フレグランス」収録曲。
- Eve
  - 惑星ループ
    - Eve3rdアルバム『OFFICIAL NUMBER』収録曲。

  - ルミナ
    - Eve4thアルバム『文化』のアニメイト限定版おまけCD収録曲。
- Eve×Sou
  - 明星ギャラクティカ
    - EveとSouのコラボアルバム『蒼』収録曲[10]。
- 兎田ぺこら
  - ララララビット!!
    - 1stアルバム『うさぎ the MEGAMI!!』収録曲
- 浦島坂田船
  - ハロウ！ゴーストシップ
- 000 おれそ
  - 光線チューニング
    - アーケードゲーム「CHUNITHM STAR」収録曲。

  - 藍と極星 feat.yurin
    - ナユタン星人と000のコラボアルバム『メダコ、ミーツ、宇宙ガール』収録曲。

  - ぐるぐる宇宙ガール
    - ナユタン星人と000のコラボアルバム『メダコ、ミーツ、宇宙ガール』収録曲。

  - 銀河電燈
    - 000のアルバム『クライベイビー ハズ ポップコーン』収録曲。

  - 超常マイマイン
    - アーケードゲーム「maimai でらっくす」収録曲。

か行
- 葛城リーリヤ（cv.花岩香奈）
  - 白線
    - ゲーム『学園アイドルマスター』キャラクターソング。
- 原因は自分にある。
  - 推論的に宇宙人
    - コンセプトEP『仮定法のあなたへ』収録曲。[11]
- 恋神ウルリラ（cv.竹達彩奈）
  - ウタカタデンパシー
    - ゲーム『エンゲージプリンセス〜眠れる姫君と夢の魔法使い〜』キャラクターソング[12]。

さ行
- 流石乃ルキ/流石乃ロキ
  - ルキロキ☆ラッキー
- 島爺
  - サンズリバーリバイブ
    - 島爺3rdフルアルバム『三途ノ川』収録曲[13]。
- しゃけみー スタンガン
  - 月光ミュージック
    - しゃけみー スタンガンコラボアルバム『Stand by Me！』収録曲。
- すとぷり
  - ストロベリー☆プラネット！
    - すとぷり2ndフルアルバム『すとろべりーねくすとっ!』収録曲。

  - ギンギラ銀河
    - TVアニメ「妖怪学園Y 〜Nとの遭遇〜」オープニングテーマ[14]。Nintendo Switch/PS4ソフト「妖怪学園Y 〜ワイワイ学園生活〜」エンディングテーマ[15]。すとぷり2ndフルアルバム『すとろべりーねくすとっ!』収録曲。

  - スキスキ星人
    - すとぷり3rdフルアルバム『Strawberry Prince』収録曲。

  - 大宇宙ランデブー
    - TVアニメ「妖怪学園Y 〜Nとの遭遇〜」オープニングテーマ[15]。Nintendo Switch/PS4ソフト「妖怪学園Y 〜ワイワイ学園生活〜」エンディングテーマ[15]。すとぷり3rdフルアルバム『Strawberry Prince』収録曲。
- Sou
  - レグルス
    - ナユタン星人とSouのコラボアルバム『ナユタン星への快爽列車』収録曲。

  - 衛星紀行　　
    - Sou 4th Album「センス・オブ・ワンダー」収録曲。
- そらる
  - セーブフロムインベーダー
    - そらる1stミニアルバム『夢見るたまごの育て方』収録曲。

な行
- 百鬼あやめ
  - かわ世
- ナナヲアカリ
  - ディスコミュ星人
    - ナナヲアカリ2ndインディーズミニアルバム『ネクラロイドのつくりかた』収録曲。

  - ダダダダ天使
    - ナナヲアカリ3rdインディーズミニアルバム『ダダダダ天使』、1stフルアルバム『フライングベスト〜知らないの？巷で噂のダメ天使〜』収録曲。

  - メルヘル小惑星
    - ナナヲアカリ4thインディーズミニアルバム『ネクラロイドのあいしかた』、1stフルアルバム『フライングベスト〜知らないの？巷で噂のダメ天使〜』収録曲。

  - インスタントヘヴン feat.Eve
    - ナナヲアカリ1stフルアルバム『フライングベスト〜知らないの？巷で噂のダメ天使〜』収録曲。

  - ワンルームシュガーライフ (「ナユタセイジ」名義)
    - TVアニメ「ハッピーシュガーライフ」OPテーマ。ナナヲアカリ1stフルアルバム『フライングベスト〜知らないの？巷で噂のダメ天使〜』、2ndフルアルバム『七転七起』収録曲。

  - シアワセシンドローム
    - ナナヲアカリ1stミニアルバム『しあわせシンドローム』収録曲。

  - ダメレオンハート
    - ナナヲアカリ2ndミニアルバム『DAMELEON』収録曲。

  - チューリングラブ feat.Sou (「ナユタセイジ」名義)
    - TVアニメ「理系が恋に落ちたので証明してみた。」EDテーマ。ナナヲアカリ3rdミニアルバム『マンガみたいな恋人がほしい』、2ndフルアルバム『七転七起』収録曲。

  - Higher's High (「ナユタセイジ」名義)
    - TVアニメ「戦翼のシグルドリーヴァ」OPテーマ。ナナヲアカリ2ndフルアルバム『七転七起』収録曲。

  - 恋愛脳 (「ナユタセイジ」名義)
    - TVアニメ「Engage Kiss」EDテーマ。ナナヲアカリ5thシングル。

  - ムリムリ進化論 (「ナユタセイジ」名義)
    - TV アニメ『わたしが恋人になれるわけないじゃん、ムリムリ!（※ムリじゃなかった!?）』オープニングテーマ。
- 名前は、まだない。
  - ホシクラミ
    - LINE RECORDSとMix Channelのコラボ企画「ナユタン星人襲来！歌い手コンテスト」の優勝記念でLINE MUSICに配信。
- 野々原ゆずこ （cv.大久保瑠美）
  - 油断したらだめですよ！
    - 『OVA「ゆゆ式」 キャラクターソングアルバム』収録曲。

は行
- パオパオチャンネル[注釈 2]
  - パオパオチャンネル
- P丸様。 feat.YSPクラブ
  - 学園スペーシー
    - Nintendo Switch/PS4ソフト「妖怪学園Y 〜ワイワイ学園生活〜」オープニングテーマ。P丸様。1stフルアルバム『Sunny!!』収録曲。

  - いにしえロマンティック
    - TVアニメ「妖怪学園Y 〜Nとの遭遇〜」オープニングテーマ。P丸様。1stフルアルバム『Sunny!!』収録曲。
- ピンク・レディー
  - メテオ
    - 「映画 妖怪学園Y 猫はHEROになれるか」主題歌。
- 富士葵
  - エールアンドエール
    - 富士葵2ndシングル『エールアンドエール』収録曲。

ま行
- ミライアカリ
  - ミライトミライ
    - ミライアカリ1stアルバム『すっぴん』収録曲。
- みらくらぱーく！（蓮ノ空女学院スクールアイドルクラブ）
  - ハクチューアラモード
    - 蓮ノ空女学院スクールアイドルクラブ1stアルバム『夏めきペイン』収録曲。
- メアリー
  - エアリーフォール
    - メアリー2ndミニアルバム『13月のメリー』収録曲。
- MORE MORE JUMP!×初音ミク
  - モア！ジャンプ！モア！

ら行
- 莉犬×るぅと（すとぷり）
  - 溶解ウォッチ 
    - Nintendo Switch/PS4ソフト「妖怪ウォッチ4++」オープニングテーマ[16]。すとぷり2ndフルアルバム『すとろべりーねくすとっ!』収録曲。
- ロクデナシ
  - スピカ
  - アルビレオ

### 参加作品
| リリース       | タイトル                                                            | 規格品番           | 提供曲（※は書き下ろし楽曲）                 |
| -------------- | ------------------------------------------------------------------- | ------------------ | ------------------------------------------- |
| 2015年11月17日 | 百鬼夜行                                                            |                    | 13.エイリアンエイリアン ※                   |
| 2016年4月22日  | ボカロで覚える中学理科                                              | ISBN 9784053044952 | 5.アトミック恋心 ※                          |
| 2016年7月10日  | ドンツーミュージック                                                | DTM4-0001          | 1.太陽系デスコ ※                            |
| 2016年9月21日  | EXIT TUNES PRESENTS Vocalocreation feat.初音ミク                    | QWCE-00600         | 4.エキシビション空中戦 ※                    |
| 2017年2月24日  | ボカロで覚える中学数学                                              | ISBN 9784053045881 | 3.パラレリズム恋心 ※                        |
| 2017年3月15日  | EXIT TUNES PRESENTS Vocalohistory feat.初音ミク                     | QWCE-00627         | Disc4 12.エキシビション空中戦               |
| 2017年4月29日  | 「＃コンパス 戦闘摂理解析システム」オリジナルサウンドトラック Vol.1 | DUED-1225          | 1.ダンスロボットダンス ※                    |
| 2017年7月5日   | VOCALOID 夢眠ネム                                                   | TFCC-8658          | 10.ドリームドリーム夢ドリーム ※             |
| 2017年7月19日  | 学校じゃ教えてくれない ゆるべんノオト                               | FSCT-1006          | 4.ピーポーマイフレンド ※                    |
| 2017年8月2日   | 初音ミク「マジカルミライ 2017」OFFICIAL ALBAM                       | VIZL-1270          | 3.エイリアンエイリアン                      |
| 2017年8月30日  | HATSUNE MIKU 10th Anniversary Albam「Re:Start」                     | DUED-1228/9        | Disk1 6.リバースユニバース ※                |
| 2017年12月20日 | Desktop Magicians                                                   | GNCL-1270/1        | 2.太陽系デスコ                              |
| 2018年2月7日   | モノカラーガールスーパーノヴァ                                      | MNCL-0001          | 1.ハイカラーガールスーパーノヴァ ※          |
| 2018年2月7日   | ドンツーミュージック2                                               | DTM4-0002          | 1.金星のダンス ※                            |
| 2018年3月7日   | 初音ミクシンフォニー〜Miku Symphony 2017〜オーケストラ ライブ CD    | WPCL-12829         | Disk2 2.ボカロPピックアップコーナー         |
| 2018年7月18日  | EXIT TUNES PRESENTS Vocaloseasons feat.初音ミク Summer              | QWCE-00654         | 5.ロケットサイダー                          |
| 2018年7月25日  | 初音ミク「マジカルミライ 2018」OFFICIAL ALBAM                       | VIXL-243           | 8.リバースユニバース                        |
| 2018年11月7日  | 初音ミクと世界地図                                                  | QWCE-00690         | 4.ポロロッカハーツ ※                        |
| 2019年2月6日   | ドンツーミュージック3                                               | DTM4-0003          | 3.サイファイエクスタシー ※                  |
| 2019年2月22日  | ボカロで覚える高校世界史                                            | ISBN 9784053046826 | 1.ヒストリック恋心 ※                        |
| 2019年3月20日  | EXIT TUNES PRESENTS Vocalostream feat.初音ミク                      | QWCE-00730         | 2.エイリアンエイリアン                      |
| 2020年2月5日   | ドンツーミュージック4                                               | DTM4-0004          | 1.猫猫的宇宙論 ※                            |
| 2021年10月15日 | キメラ                                                              | SNCL-50            | 3.ニュートンダンス (ナユタン星人×Chinozo) ※ |
| 2022年1月26日  | KDHRemix                                                            | CRCP-40634         | 1.MY VOICE（ナユタン星人 Remix）            |